# Плагиозавриды
Плагиозавриды (лат. Plagiosauridae) — семейство вымерших земноводных из инфраотряда Trematosauria отряда темноспондильных, живших в триасовом периоде.

## Описание

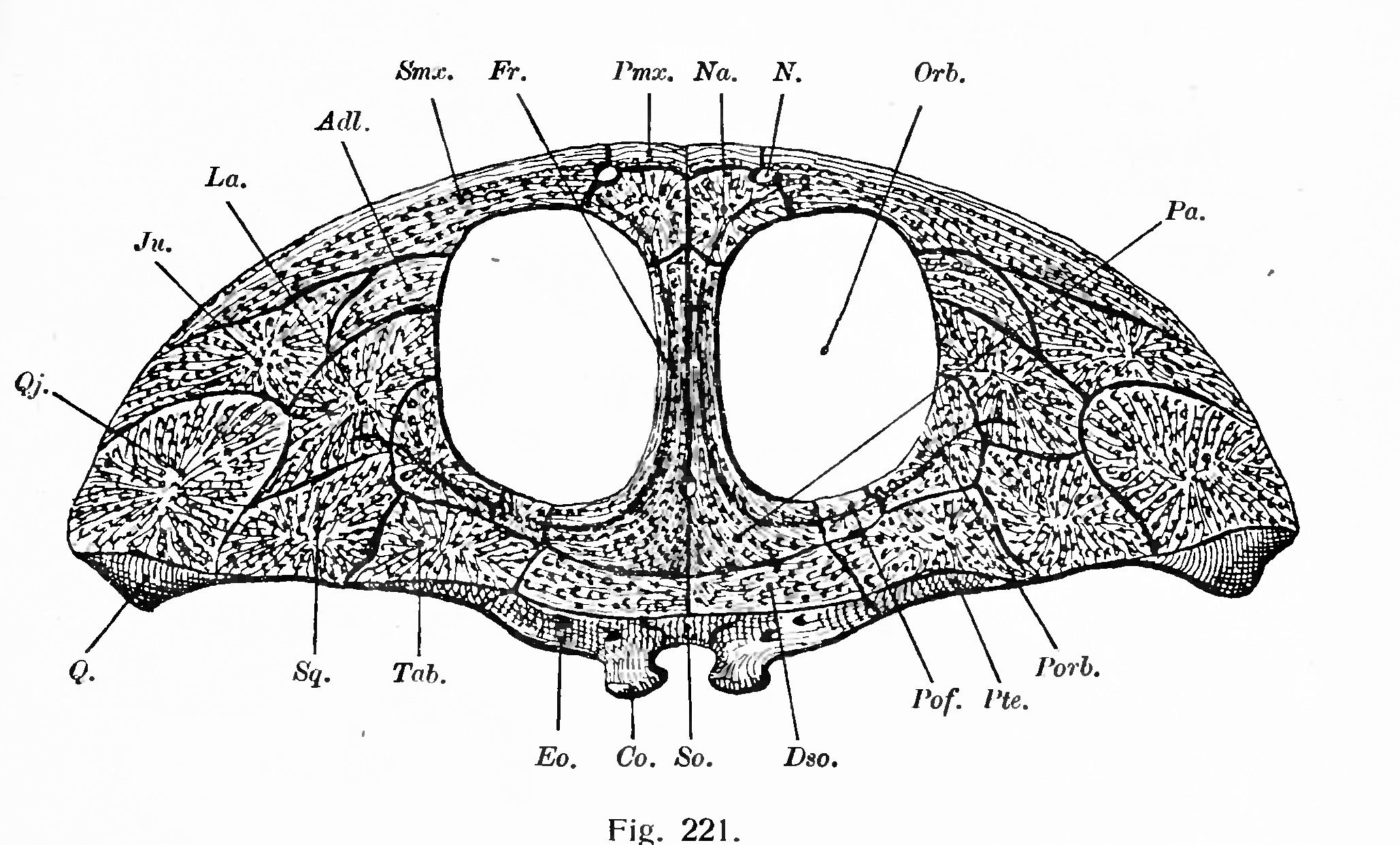
Череп Plagiosternum granulosum, ширина 50 см (из О. Абеля, 1919)

Отличаются очень коротким, но очень широким плоским черепом, ширина которого может в 2,5 раза превосходить длину. Ширина черепа от 20 до 70 см. Орбиты крупные, направлены вверх, сближены, края их не приподняты. «Ушной вырезки» нет. Затылок сильно наклонён вперед. Развиты каналы боковой линии. Тела позвонков цилиндрические, без хордового канала, образованы слившимися плевроцентрами и гипоцентром. Тело широкое, короткое, очень плоское, покрытое на спине многоугольными костными пластинками, а на брюхе — пластинчатым панцирем. Фактически панцирь покрывает всё тело, до кончика хвоста, спереди пластинки прикрепляются к черепу. Кожные кости плечевого пояса чрезвычайно широкие, образуют значительную часть брюшного панциря. Конечности слабые, задние — иногда ластовидные, существенно мощнее передних. Многие сохраняли наружные жабры, возможно, некоторые виды имели внутренние жабры. В частности, для рода Gerrothorax описаны костные цератобранхиалии, которые сохранялись в течение всей жизни. Жаберные дуги находились в особой камере у заднего края нижней челюсти. Камера была сверху покрыта остеодермами, с боков — ветвями нижней челюсти, снизу — плечевым поясом. У молодых особей были наружные жабры.
Длина до 2,5 метров, обычно около 1 метра. Вероятно, донные хищники, полностью водные. По образу жизни иногда сравниваются с рыбами-звездочетами, но, в отличие от рыб, не могли засасывать жертву в раскрытую пасть (поскольку череп акинетичен). Впрочем, недавние исследования показали возможность «засасывания» добычи за счет подъёма верхней челюсти и расширения жаберной камеры. Найдены в пресноводных и прибрежных морских отложениях Европы (в том числе Поволжья), Гренландии, Шпицбергена, Китая, Таиланда и Австралии. Обычно обнаруживаются вместе с капитозаврами, мастодонзаврами и Metoposauridae, но не с Brachyopoidea.

## Классификация
По данным сайта Fossilworks, на ноябрь 2017 года в семейство включают 9 вымерших родов:
- Gerrothorax Nilsson, 1934 (1 вид)
- Melanopelta Shishkin, 1967
- Plagiobatrachus Warren, 1985 (1 вид)
- Plagiorophus Konjukova, 1955 (2 вида)
- Plagioscutum Shishkin, 1986 (2 вида)
- Plagiosternum Fraas, 1896 (1 вид)
- Plagiosuchus Huene, 1922 (1 вид)
- Taphrognathus Welles, 1947
- Подсемейство Plagiosterninae Shishkin, 1986
  - Megalophthalma Schoch et al., 2014 (1 вид)

## Ссылка
- Labyrinthodon. Paleofile. Архивировано из оригинала 29 декабря 2017 года.
- Plagiosauroidea. Palaeos. Архивировано из оригинала 15 октября 2010 года.
- Triassische amphibien. Naturkundemuseum. Архивировано из оригинала 29 октября 2007 года.